# Jonáš Mareček
Jonáš Mareček (* 13. Februar 2001 in Nové Město na Moravě, Kraj Vysočina) ist ein tschechischer Biathlet. Er gehört seit 2022 zur A-Nationalmannschaft und wurde im selben Jahr Juniorenwelt- und -europameister.

## Sportliche Laufbahn
Jonáš Mareček betreibt seit 2010 Biathlon. Sein Debüt im IBU-Junior-Cup gab er im Januar 2018 in seiner Heimat Nové Město und wurde sofort 25. des Sprints. Erste internationale Meisterschaft wurde die Jugend-WM in Otepää, wo Mareček 11. mit der Staffel wurde. In den Jahren 2019 und 2020 startete der Tscheche durchgehend im Juniorcup und fuhr regelmäßig Top-10-Ergebnisse ein. Seine erste Medaille gelang ihm an der Seite von Ondřej Mánek und Josef Kabrda bei den Jugendweltmeisterschaften 2020 auf der Lenzerheide.
Im Januar 2021 gab Mareček seinen Einstand im IBU-Cup und fuhr mit Rang 36 im Sprint sogleich Punkte ein. Als Ersatz für Michal Krčmář lief er tags darauf auch erstmals in einer Weltcupstaffel, nach drei Strafrunden von Jakub Štvrtecký wurde das Team 18. Wenig später gab der Tscheche sein Debüt bei der Europameisterschaft, eine weitere Medaille gewann er im Staffelrennen der Junioren-WM. Die Saison 2021/22 wurde, gerade auf Juniorenebene, die erfolgreichste des Sportlehrers. Zunächst gewann er auf der Pokljuka sein erstes Juniorcuprennen, bevor er sich wenig später am selben Ort zum Junioreneuropameister im Sprint kürte. Ende Februar gewann er dann auch das Einzelrennen im Rahmen der Junioren-WM und schloss die Saison hinter dem Russen Alexander Kornew als Zweiter der Gesamtwertung ab. Den Winter beendete Mareček im Weltcup, in Otepää ging es mit Rang 48 auch in die Nähe der Punkteränge. Seinen ersten Titel auf Skirollern feierte der Tscheche im August 2022 im Juniorensprint der Sommerbiathlon-WM.
Zum Winter 2022/23 wurde Mareček in die Nationalmannschaft aufgenommen und startete dementsprechend durchgehend im Weltcup. Gleich zu Beginn lief er in Kontiolahti mit Michal Krčmář, Jakub Štvrtecký und Tomáš Mikyska auf Rang 5 im Staffelrennen, nach dem Jahreswechsel auf der Pokljuka auf den siebten Rang mit der Mixedstaffel. Am selben Ort ergatterte der Tscheche als 33. des Sprint seine ersten Weltcuppunkte. Bei seinen ersten Weltmeisterschaften übernahm Mareček die Herrenstaffel nach nahezu makellosen Leistungen von Krčmář, Mikyska und Štvrtecký an erster Stelle, schoss aber bei böigem Wind im Liegendanschlag zwei Strafrunden und fiel somit im Ziel auf Position vier zurück. Beim Einzel von Östersund unterbot er sein bisheriges Bestresultat und wurde 32., die Saison schloss er als Weltranglisten-77. ab. Zu Beginn der Saison 2023/24 stellte der Tscheche, wieder in Östersund, als 28. des Einzels ein weiteres Bestergebnis auf. Auch im weiteren Saisonverlauf gelang es ihm einige Male, in die Punkteränge zu laufen, mit der Männerstaffel gelangen ihm zusätzlich zwei sechste Plätze. Wenig Erfolg brachten hingegen die Weltmeisterschaften in seiner Heimat, in der Weltrangliste verbesserte er sich auf Platz 64.
Eine weitere Verbesserung brachte die Saison 2024/25 mit sich. Mareček erreichte in Hochfilzen und Le Grand-Bornand, jeweils mit fehlerfreiem Schießen, seine ersten drei Top-30-Platzierungen und lief auch im zweiten Trimester in fast jedem Wettkampf in die Punkteränge. Höhepunkt wurde dabei das Sprintrennen in Antholz, was der Tscheche abermals ohne Fehler als Zehntplatzierter abschloss. Bei den Weltmeisterschaften erreichte der Tscheche als Bestergebnis Platz 29 im Verfolger und Rang sechs mit der Staffel.

## Statistiken

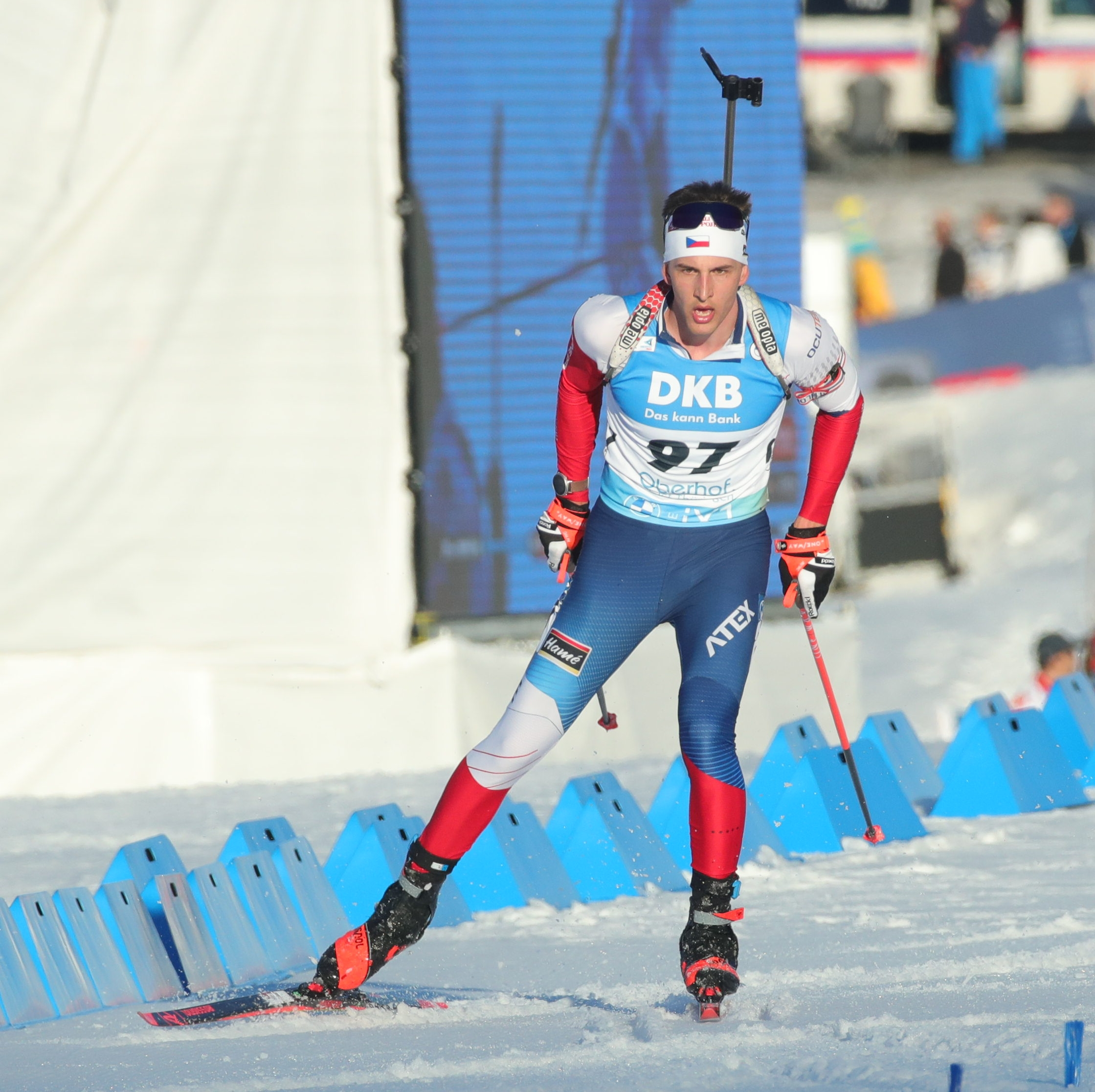
Mareček bei der WM 2023

### Weltcupplatzierungen
Die Tabelle zeigt alle Platzierungen (je nach Austragungsjahr einschließlich Olympische Spiele und Weltmeisterschaften).
- 1.–3. Platz: Anzahl der Podiumsplatzierungen
- Top 10: Anzahl der Platzierungen unter den ersten zehn (einschließlich Podium)
- Punkteränge: Anzahl der Platzierungen innerhalb der Punkteränge (einschließlich Podium und Top 10)
- Starts: Anzahl gelaufener Rennen in der jeweiligen Disziplin
- Staffel: inklusive Mixed- und Single-Mixed-Staffeln

| Platzierung               | Einzel | Sprint | Verfolgung | Massenstart | Staffel | Gesamt |
| ------------------------- | ------ | ------ | ---------- | ----------- | ------- | ------ |
| 1. Platz                  |        |        |            |             |         |        |
| 2. Platz                  |        |        |            |             |         |        |
| 3. Platz                  |        |        |            |             |         |        |
| Top 10                    |        | 1      |            |             | 13      | 14     |
| Punkteränge               | 3      | 6      | 5          |             | 22      | 36     |
| Starts                    | 7      | 22     | 13         |             | 22      | 64     |
| Stand: Saisonende 2024/25 |        |        |            |             |         |        |

### Weltcupwertungen
Ergebnisse bei Weltcups (Disziplinen- und Gesamtweltcup) gemäß Punktesystem.
| Saison  | Einzel | Einzel | Sprint | Sprint | Verfolgung | Verfolgung | Massenstart | Massenstart | Gesamt | Gesamt |
| Saison  | Platz  | Punkte | Platz  | Punkte | Platz      | Punkte     | Platz       | Punkte      | Platz  | Punkte |
| ------- | ------ | ------ | ------ | ------ | ---------- | ---------- | ----------- | ----------- | ------ | ------ |
| 2022/23 | 56.    | 9      | 75.    | 8      | –          | –          | –           | –           | 77.    | 17     |
| 2023/24 | 50.    | 13     | 72.    | 2      | 55.        | 15         | –           | –           | 64.    | 30     |
| 2024/25 | 62.    | 3      | 31.    | 71     | 45.        | 30         | –           | –           | 44.    | 104    |

### Biathlon-Weltmeisterschaften
Ergebnisse bei den Weltmeisterschaften:
| Weltmeisterschaften | Weltmeisterschaften | Einzelwettbewerbe | Einzelwettbewerbe | Einzelwettbewerbe | Einzelwettbewerbe | Staffelwettbewerbe | Staffelwettbewerbe | Staffelwettbewerbe |
| Jahr                | Ort                 | Einzel            | Sprint            | Verfolgung        | Massenstart       | Herrenstaffel      | Mixedstaffel       | S.-M.-Staffel      |
| ------------------- | ------------------- | ----------------- | ----------------- | ----------------- | ----------------- | ------------------ | ------------------ | ------------------ |
| 2023                | Oberhof             | 76.               | 68.               | –                 | –                 | 4.                 | –                  | –                  |
| 2024                | Nové Město          | –                 | 58.               | DNS               | –                 | 7.                 | –                  | 10.                |
| 2025                | Lenzerheide         | 83.               | 38.               | 29.               | –                 | 6.                 | –                  | –                  |

### Jugend-/Juniorenweltmeisterschaften
Mareček nahm bis 2020 an den Jugend-, ab 2021 an den Juniorenwettkämpfen teil.
| Weltmeisterschaften | Weltmeisterschaften | Einzelwettbewerbe | Einzelwettbewerbe | Einzelwettbewerbe | Herrenstaffel  |
| Jahr                | Ort                 | Einzel            | Sprint            | Verfolgung        | Herrenstaffel  |
| ------------------- | ------------------- | ----------------- | ----------------- | ----------------- | -------------- |
| 2018                | Otepää              | 58.               | –                 | –                 | 11. (Junioren) |
| 2020                | Lenzerheide         | 4.                | 11.               | 6.                | 2.             |
| 2021                | Obertilliach        | 5.                | DNS               | –                 | 3.             |
| 2022                | Soldier Hollow      | 1.                | 23.               | 6.                | 4.             |

### Junior-Cup-Siege
| Nr. | Datum         | Ort      | Disziplin |
| --- | ------------- | -------- | --------- |
| 1.  | 13. Jan. 2022 | Pokljuka | Sprint    |